# Gustavo Balugano
Gustavo Pablo Balugano (Zárate, 26 ottobre 1966) è un ex calciatore argentino, di ruolo centrocampista.

## Caratteristiche tecniche
Giocava da centrocampista; il suo ruolo naturale era quello di mezzala.

## Carriera
Dopo 5 anni al Villa Dálmine, club della città di Campana, nel 1990 si trasferisce all'Estudiantes de La Plata; con la squadra colleziona 46 presenze senza reti fino al 1992. L'anno seguente passa al Platense, con il quale riesce a evitare la retrocessione. Gioca però solo 14 partite, e, per trovare più spazio, scende in Primera B Nacional, nel Club Atlético Douglas Haig. Nel 1996 per un breve periodo milita nel Guaraní Antonio Franco, per poi fare ritorno al Villa Dálmine.